# Claës Johansson
Claës Elis Johansson, född 15 juni 1850 i Ljungby socken, Hallands län, död 17 augusti 1924, var en svensk präst.

## Biografi
Johansson blev student vid Uppsala universitet 1874 och vid Leipzigs universitet 1877 samt teologie kandidat vid Uppsalas universitet 1882 och teologie doktor där 1907. Han blev docent i apologetik vid Uppsala universitet 1885 och var tillförordnad professor kortare och längre perioder under åren 1886–1892. Han blev kyrkoherde i Helsingborg 1891 och var inspektor vid därvarande högre allmänna läroverk 1893–1912, vid Ebba Lundbergs läroverk för flickor 1893–1905 samt vid Gustafva Holsts och Sophia Witts högre elementarskola för flickor 1895–1905. Han var bland annat ordförande i folkskolstyrelsen i Helsingborg och i styrelsen för barnsjukvård samt tillhörde stadsfullmäktige 1896–1912.